# Aricia infralbens
Aricia infralbens är en fjärilsart som beskrevs av Ruggero Verity 1920. Aricia infralbens ingår i släktet Aricia och familjen juvelvingar. Inga underarter finns listade i Catalogue of Life.